# Der zwölfjährige Jesus im Tempel (Max Liebermann)
Der zwölfjährige Jesus im Tempel ist ein großformatiges Gemälde von Max Liebermann, das sich in der Hamburger Kunsthalle befindet.
Es wurde 1879 auf der Internationalen Kunstausstellung im Münchener Glaspalast gezeigt und löste einen Skandal aus, da die Darstellung des Jesusknaben nicht den Konventionen entsprach. Der „ungewaschene Bube im schmutzigen Hemde“ habe einen „ordinären Schacherzug“ im Gesicht, der das religiöse Empfinden beleidige. Die antisemitischen Ausfälle veranlassten Liebermann, die Jesusfigur zu übermalen.

## Biblische Erzählung
Der zwölfjährige Jesus im Tempel ist eine Erzählung aus dem Lukasevangelium (Lk 2,42–50 ), die in der christlichen Kunst häufig dargestellt wurde, zum Beispiel in Zyklen zum Marienleben.
Josef und Maria besuchen mit Jesus bei einem Pilgerfest den Jerusalemer Tempel. Bei der Rückreise merken sie erst verspätet, dass der Junge nicht bei Bekannten in ihrer Pilgergruppe ist; sie kehren nach Jerusalem zurück und suchen ihn dort.

„Und es begab sich nach drei Tagen, da fanden sie ihn im Tempel sitzen, mitten unter den Lehrern, wie er ihnen zuhörte und sie fragte. Und alle, die ihm zuhörten, verwunderten sich über seinen Verstand und seine Antworten.“

Maria konfrontiert Jesus damit, dass Josef und sie um ihn in Sorge gewesen seien; er dagegen verweist darauf, dass sein Platz „in dem, was seines Vaters ist“, sein müsse: Da Gott sein Vater sei, sei der Tempel der für ihn naheliegende Aufenthaltsort. Er kehrt dann aber mit Maria und Josef nach Nazareth zurück und verbringt dort seine weitere Jugend bis zu seinem öffentlichen Auftreten.

## Bildbeschreibung

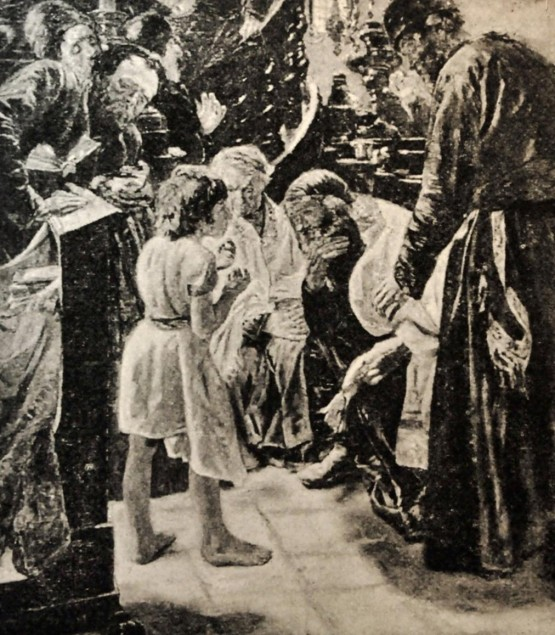
Das Gemälde vor der Überarbeitung (Richard Muther: Geschichte der Malerei im XIX. Jahrhundert)

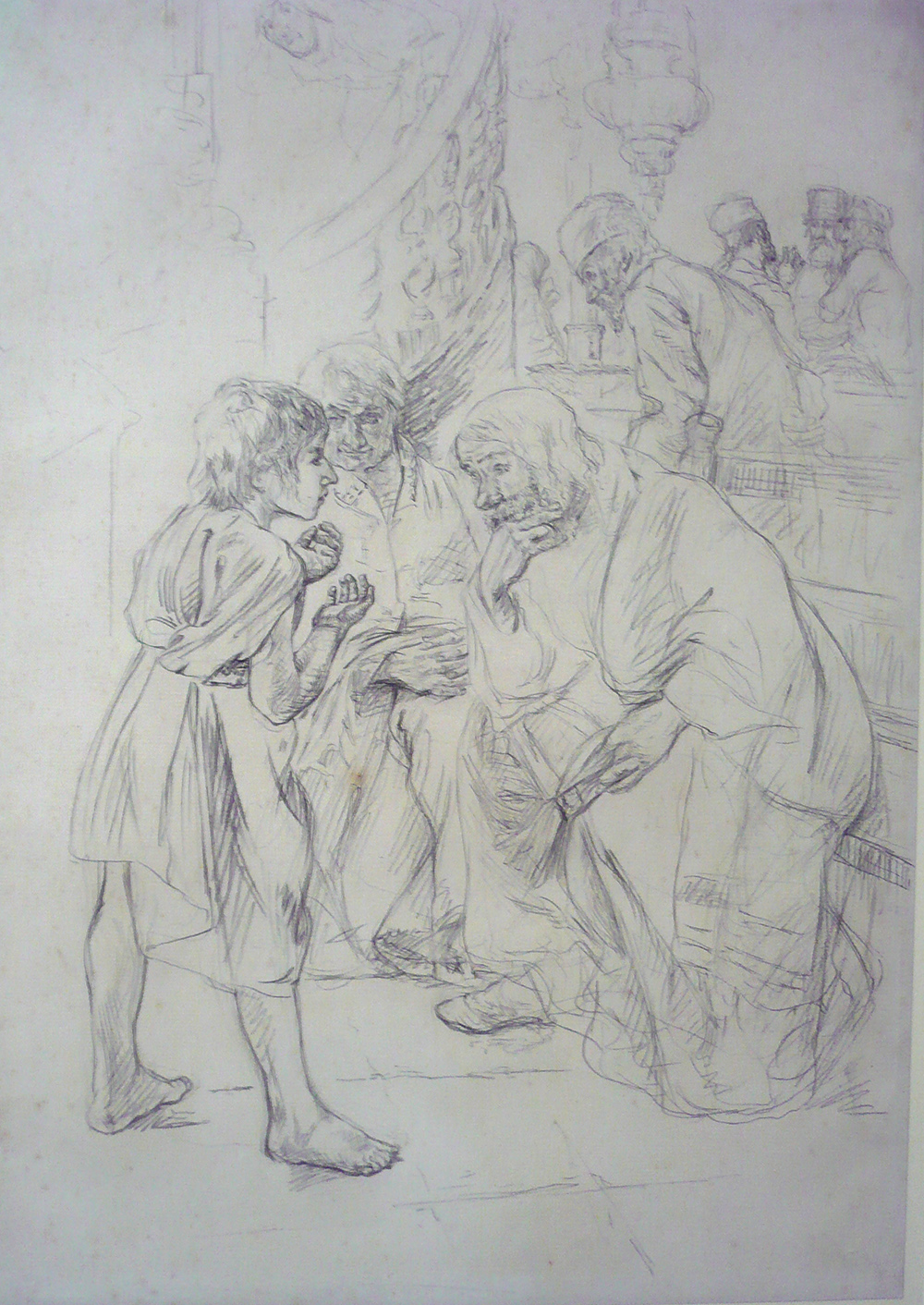
Skizze zu Der zwölfjährige Jesus im Tempel (Sammlung Villa Liebermann, Berlin-Wannsee)

Liebermann gestaltet einen Raum, der mit Leuchter, Lesepult und Bänken an eine Synagoge im 19. Jahrhundert erinnert. Das Licht fällt von oben ein. Mehrere stehende und sitzende Männer sind um den stehenden Jesusknaben gruppiert. Im Zentrum der Komposition sieht man Jesus und zwei sitzende jüdische Gelehrte, die mit dem Tallit bekleidet sind und dem Jungen konzentriert zuhören. Sie sind mit dem stehenden Kind auf Augenhöhe und bilden mit ihm die zentrale Dreiergruppe, einen zum Betrachter hin offenen Halbkreis. Ihre Zusammengehörigkeit wird auch farblich durch die weißen Gebetsmäntel bzw. die Tunika des Kindes unterstrichen. Die Anzughosen und der Umstand, dass einer der beiden sitzenden Männer entgegen der Tradition rasiert ist, weisen auf den bürgerlichen Stand dieser beiden Personen, während die übrigen Synagogenbesucher etwas ärmer zu sein scheinen.
Links von dieser Gruppe beugt sich ein modern gekleideter Mann im grünen Anzug über das Lesepult, rechts dagegen steht ein großer, leicht gebeugter Mann in schwarzem Kaftan und mit Pelzmütze (Spodik); er wendet dem Betrachter den Rücken zu und erinnert an einen traditionellen osteuropäischen Juden, wie man ihnen zur Zeit Liebermanns gelegentlich im Berliner Straßenbild begegnete. Diese beiden Männer rahmen die Szene. Der grün Gekleidete lächelt in einer Vorstudie wie amüsiert über den Eifer des Kindes; in dem Gemälde ist der Gesichtsausdruck anders, er scheint ernsthaft interessiert. Dass er sowie die beiden sitzenden Männer in einer Synagoge keine Kopfbedeckung tragen, ist ein weiterer Bruch mit der Tradition. Liebermann stellt hier möglicherweise Anhänger der Reformbewegung dar. Eine solche Interpretation setzt voraus, dass Liebermann sich mit den Strömungen des zeitgenössischen Judentums näher befasst hätte; das ist aber keineswegs sicher.
Im Hintergrund erkennt man eine Wendeltreppe, die offenbar zur Frauenempore führt. Eine Frau steigt auf der Treppe herab – mit Kenntnis des Evangeliums identifiziert der Betrachter sie als Maria, die Mutter Jesu, die ihren Sohn gesucht hat. Dass ihr Gesicht vom Rahmen überschnitten wird, unterstreicht das Eilige ihres Kommens. Ein dunkel gekleideter Mann mit Schläfenlocken wendet sich aus der Männergruppe im Vordergrund zu ihr um, bezieht sie dadurch mit ein und wird so als Jesus’ Ziehvater Josef von Nazareth interpretierbar. Liebermann gibt diesen beiden Figuren im Bild allerdings eine sehr untergeordnete Bedeutung.
Der barfüßige Jesus trug vor der Übermalung eine Art unregelmäßig drapierte antike Tunika, kontrastierte also mit den zeitgenössisch gekleideten Personen, die ihn umgaben. Er hatte dunkle (möglicherweise rötliche) kurze Haare und Schläfenlocken. Der Junge war im verlorenen Profil zu sehen, seine Nase wirkt für ein Kind relativ groß, das Kinn spitz. Mit einem Ausfallschritt wendet sich der Junge seinen Gesprächspartnern zu. Die gestikulierenden Hände unterstützen offenbar eine lebhafte Argumentation.
Nach der Überarbeitung ist Jesus mit einem wadenlangen, regelmäßig fallenden weißen Gewand bekleidet und trägt Sandalen. Er hat nun schulterlanges blondes Haar und weiche, mädchenhafte Gesichtszüge. Die Arme sind nun enger am Körper, die Gestik der Hände ist zurückgenommen, so dass Jesus jetzt vergleichsweise introvertiert oder bescheiden wirkt.

## Entstehung
Liebermann hatte die Idee zu diesem Bild, als er 1876 während einer Hollandreise das Amsterdamer Judenviertel besuchte. Liebermann war dort sozusagen auf den Spuren Rembrandts unterwegs. Er fertigte erste Architekturskizzen der dortigen Portugiesischen Synagoge an. In der sefardischen Synagoge (Scola levantina) von Venedig entstanden 1878 weitere Studien; von hier übernahm Liebermann die geschwungene Treppe, die im Gemälde dann als Wendeltreppe umgesetzt wurde.
Sowohl Rembrandts Darstellung des Themas auf zwei Radierungen als auch ein Gemälde von Matthias Stom (damals Gerrit van Honthorst zugeschrieben), das Liebermann wahrscheinlich in der Alten Pinakothek sah, wirkten auf Liebermanns Gestaltung der Figurengruppe ein. Die Lichtführung ist dagegen von Giambattista Tiepolo beeinflusst.
Der niederländische Caravaggist Matthias Stom hatte den Einfall, Jesus und die Schriftgelehrten auf Augenhöhe zu bringen, indem er das Kind stehend und seine erwachsenen Gesprächspartner sitzend darstellte (um 1640/45, Foto); das wird Liebermann übernehmen.
Von Rembrandt gibt es eine Radierung des Knaben Jesus zwischen den Schriftgelehrten stehend (1652, Foto) und eine zweite Radierung (1654, Foto), welche Jesus in einer ähnlichen Gesprächssituation, aber sitzend zeigt. „In beiden Werken ist Jesus ähnlich wie bei Liebermann als einfaches Kind dargestellt, das eher mit seiner kindlichen Offenheit und Natürlichkeit als mit den Kenntnissen der Thora zu überzeugen scheint.“ Auffällig ist 1654 der rechts stehende junge Mann, der dem Betrachter den Rücken zuwendet. Er trägt die Kleidung eines wohlhabenden Bürgers des 17. Jahrhunderts und ist durch Haartracht, Bart und Schläfenlocken als religiöser Jude zu erkennen; diese Figur hat die gleiche kompositorische Bedeutung wie der ältere gebeugte Mann im Kaftan auf dem Gemälde Liebermanns.

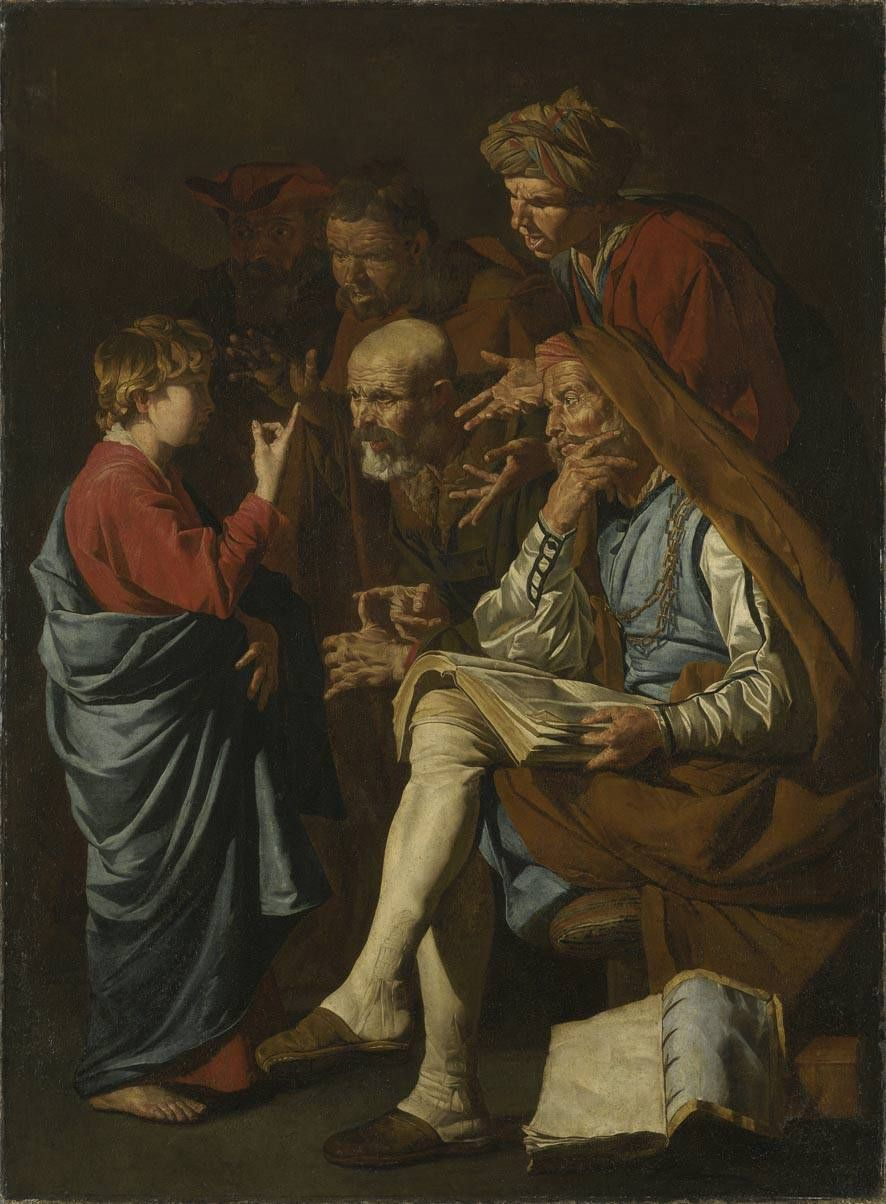
Stom 1640/45
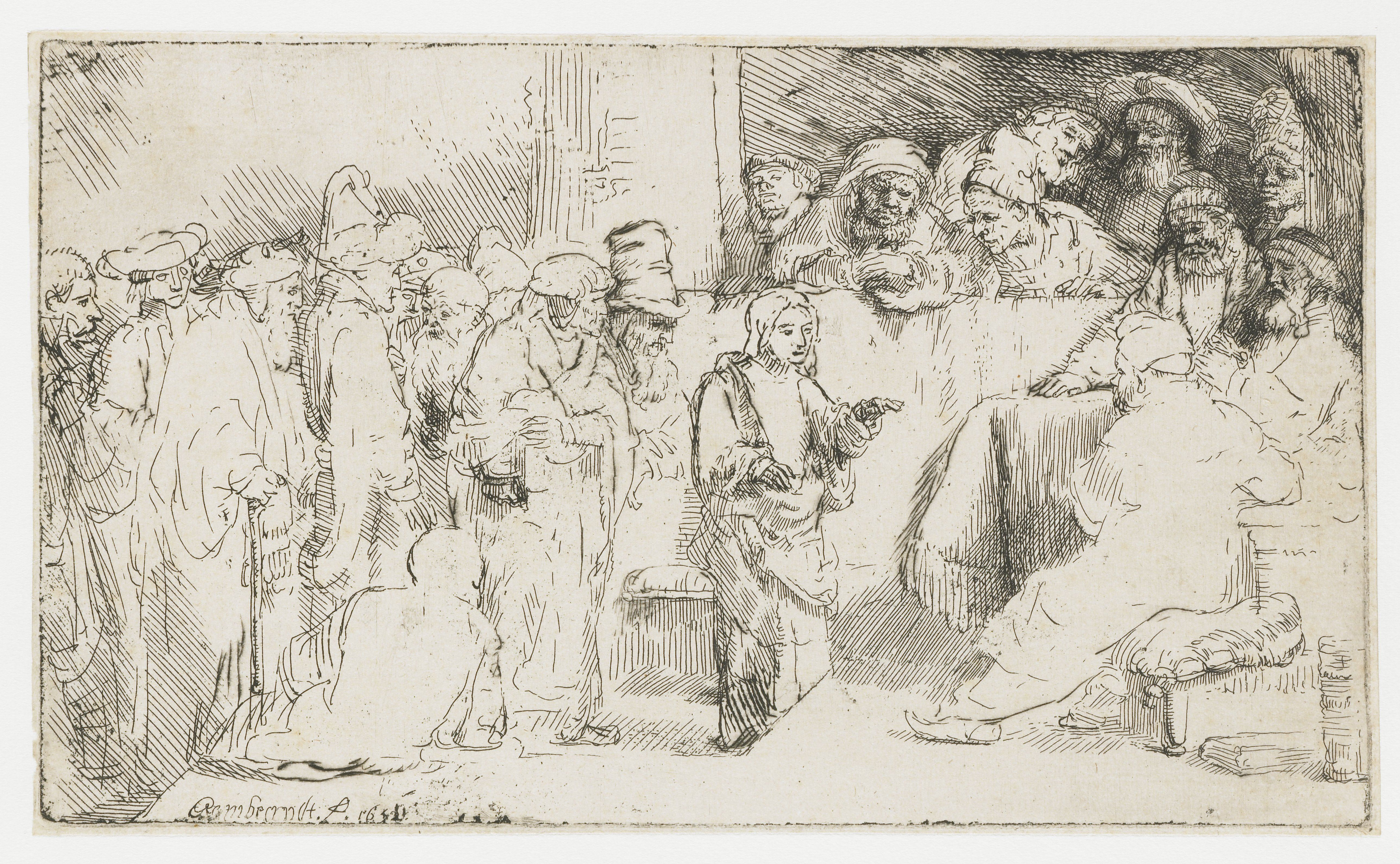
Rembrandt 1652
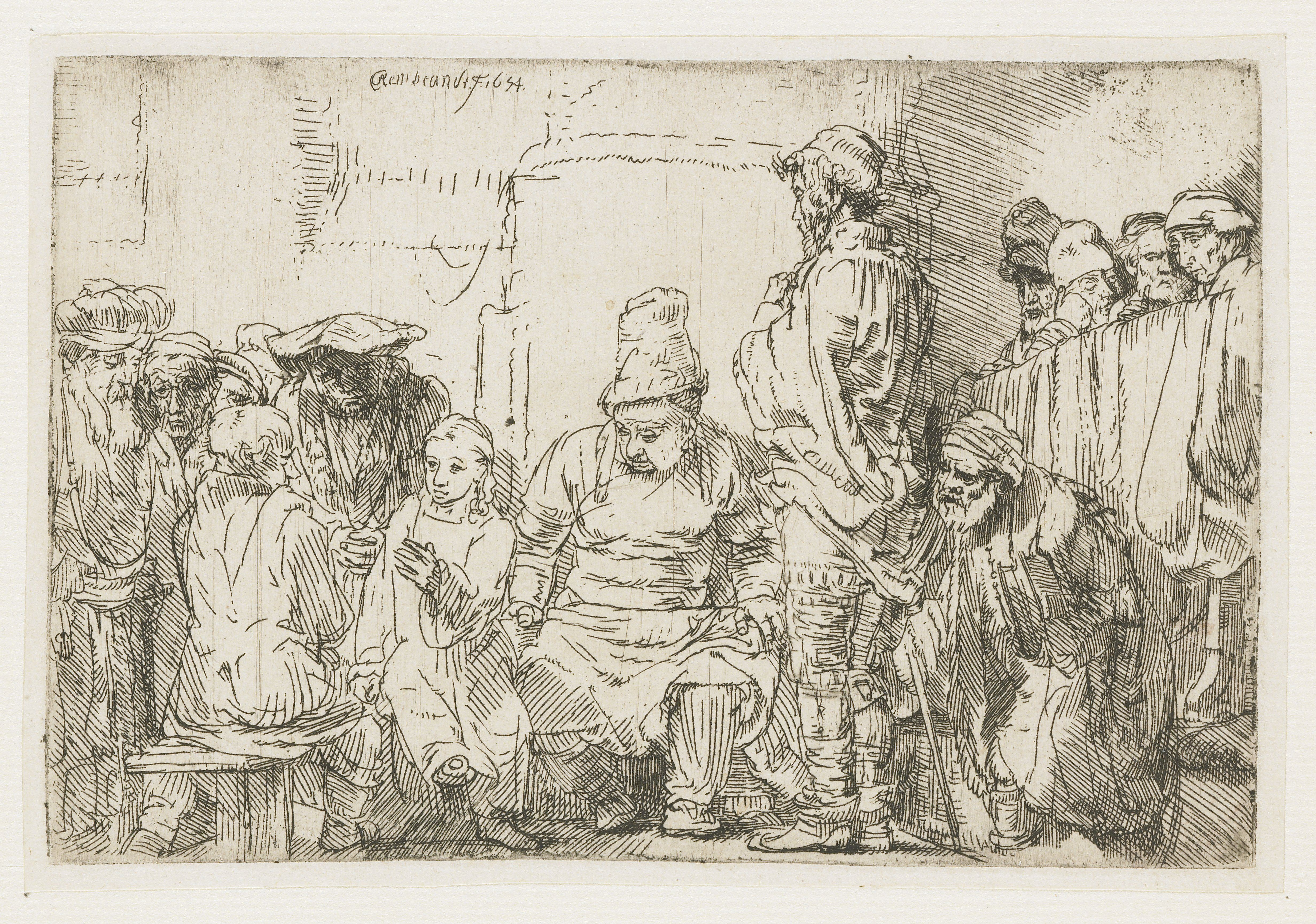
Rembrandt 1654
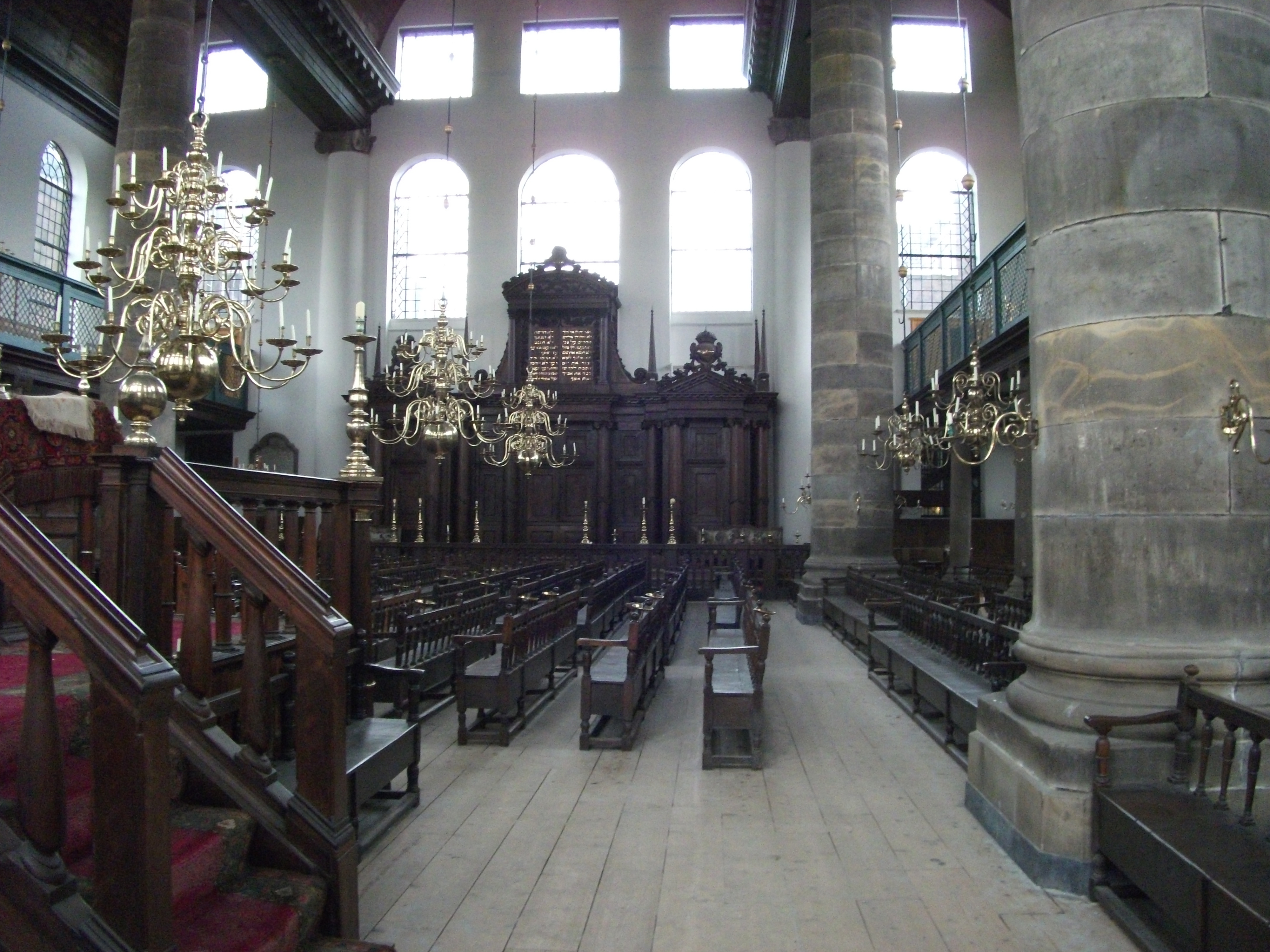
Portugiesische Synagoge, Amsterdam
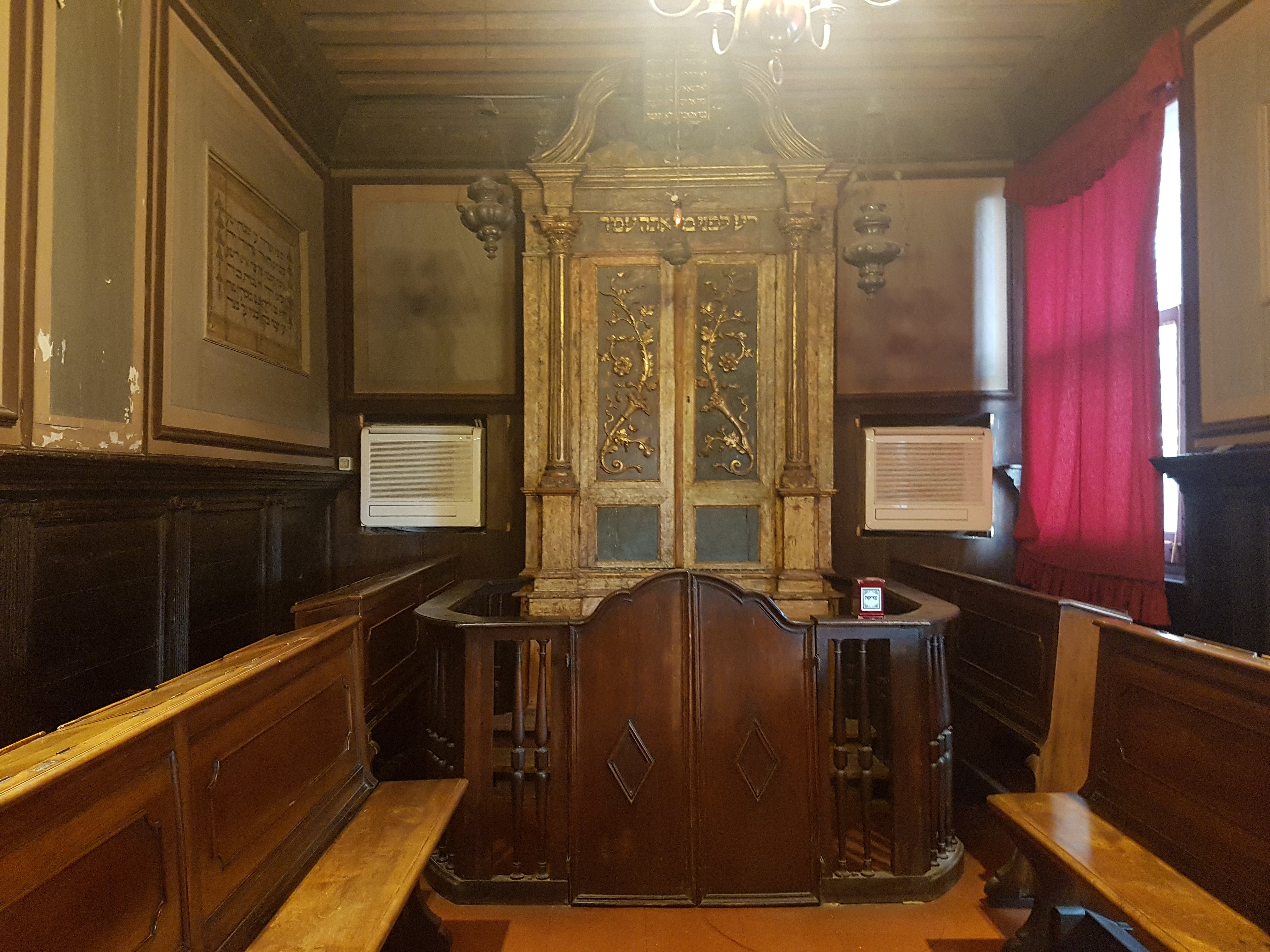
Scuola levantina, Venedig

Ende 1878 ließ sich Liebermann in München nieder und begann mit Einzelstudien zu den Figuren, deren Anordnung schon mehr oder weniger dem späteren Gemälde entsprach. Seine Modelle fand er nach eigenen Angaben in Münchener Spitälern.

## Reaktionen
Liebermanns Zwölfjähriger Jesus im Tempel wurde 1879 auf der Internationalen Kunstausstellung im Münchener Glaspalast gezeigt; dieses Werk befand sich dort in einem von 64 Sälen, deren Wände dicht an dicht mit Kunstwerken gefüllt waren. Es fiel aber direkt auf. Münchener Künstler wie Heinrich von Zügel und Lorenz Gedon lobten die Darstellung. Aber schon bei Ausstellungseröffnung reagierten der Prinzregent Luitpold und die königliche Familie negativ. Angeblich wurde das Gemälde deshalb umgehängt, was aber nicht mehr zu verifizieren ist.
Die Rezensionen sowohl der lokalen als auch der überregionalen Presse waren negativ, was Liebermanns Bild zunächst mit anderen im Glaspalast ausgestellten Werken des Realismus verband. Diese Werke galten als roh und trivial, da sie der bis dahin vorherrschenden idealistischen Kunstauffassung nicht entsprachen. In der Kritik an Liebermanns Jesusbild verbanden sich ästhetische Werturteile, die Liebermann als Vertreter des Realismus trafen, mit ethnisch-rassistischen Argumentationsmustern.

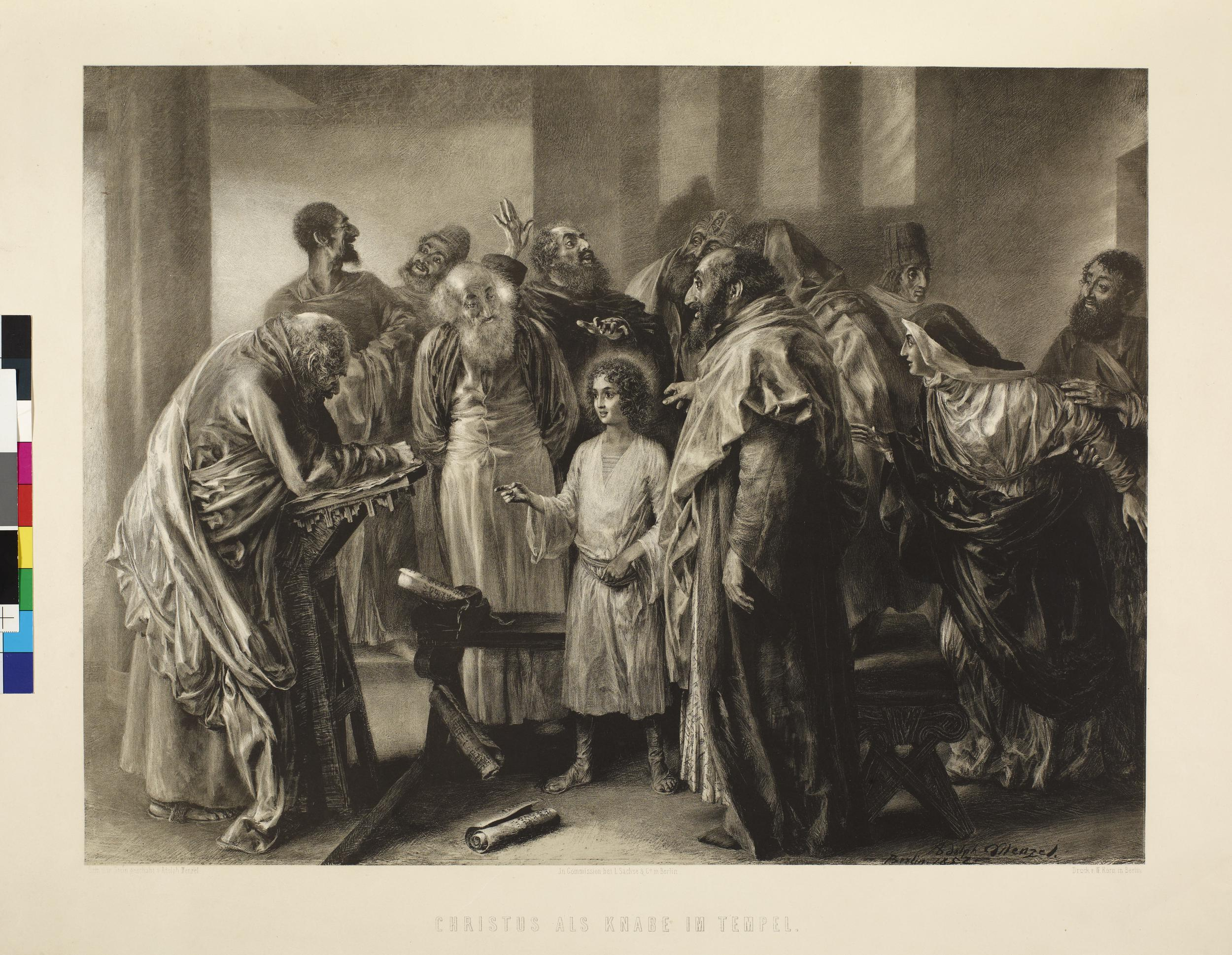
Christus als Knabe im Tempel, Lithographie nach Menzel. Das göttliche Kind kontrastiert mit den stereotyp dargestellten Juden (1852, British Museum)

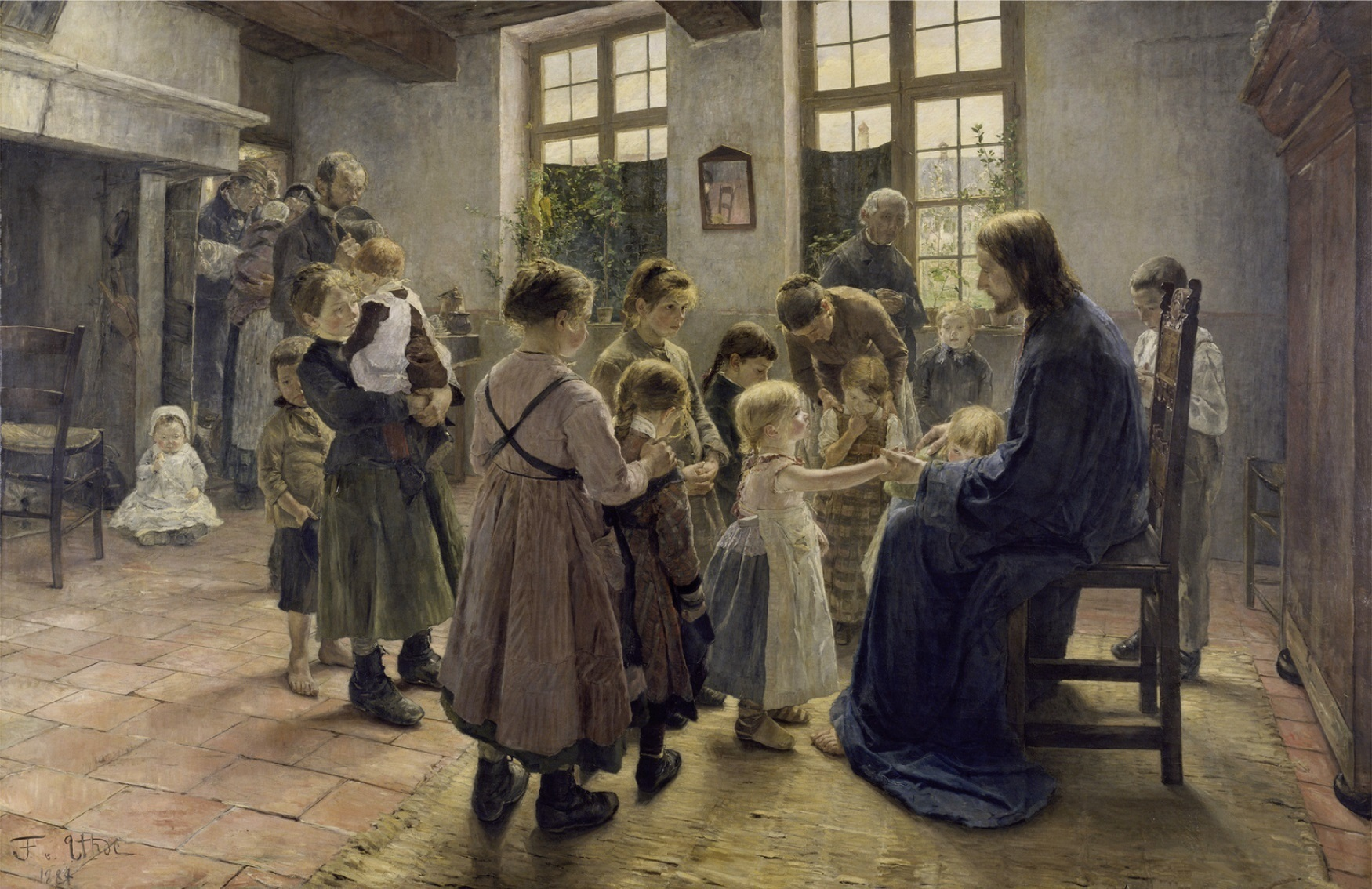
Fritz von Uhde: Lasset die Kindlein zu mir kommen. Uhdes Jesus wird von zeitgenössischen armen Kindern umringt (1884, Museum der bildenden Künste Leipzig)

Beim Zwölfjährigen Jesus im Tempel kam aber der Blasphemie-Vorwurf hinzu. Im Gegensatz etwa zu Menzel verzichtete Liebermann auf jeden Hinweis auf die Göttlichkeit des Jesusknaben; er bleibt ein einfacher jüdischer Junge. Liebermann interpretierte die Episode des Lukasevangeliums aus nichtchristlicher Perspektive. Friedrich Pecht kritisierte grundsätzlich, die biblische Erzählung sei ohne religiöse Ehrfurcht rein humoristisch aufgefasst – ein gewitztes Kind, das ein paar Greise zum Besten halte. Liebermann stelle Jesus als „den häßlichsten, naseweisen Juden-Jungen, den man sich denken kann“, dar. Auch die mit ihm diskutierenden Rabbiner behandle Liebermann respektlos als ein „Pack der schmierigsten Schacherjuden“. In der Lokalpresse erschienen Leserbriefe, die Liebermann als Juden angriffen, der christliche Gefühle verletzt habe.
Im Berliner Börsen-Courier erschien am 3. August 1879 eine Glosse, welche den Hofprediger Adolf Stoecker zu antisemitischen Ausfällen veranlasste. Der anonyme Autor der Glosse imaginierte eine Gerichtsverhandlung, in der sich Liebermann verantworten muss. Angeblich stellt sein Bild einen pfiffigen, aber wenig sympathischen jüdischen Jungen dar, der den Alten eine Probe seines Geschäftsgeistes abliefert. Das fiktive Gericht hätte daran nichts auszusetzen, wenn das Gemälde Wie Leisersleben von’s Geschäft schmusste betitelt gewesen wäre. Der Titel Christus im Tempel für dieses Bild sei blasphemisch. Liebermann rechtfertigt sich in der Glosse damit, dass er ein moderner Mensch sei und ein „realistisches“ Bild gemalt habe. Jesus sei der Sohn Josefs und daher ein jüdischer Junge. „Jüdische Knaben haben häufig rothe Haare. Warum soll Christus nicht rothe Haare gehabt haben? Israeliten-Knaben tragen manchmal schmutzige Kittel. Warum soll Christus einen ganz reinen angehabt haben?“ Der Bayerische Landbote berichtete, dass gegen den Börsen-Courier wegen dieser Glosse „eine Untersuchung wegen Gotteslästerung“ eingeleitet worden sei. Zeitgleich mit der Aufregung um Liebermanns Bild setzte der Berliner Antisemitismusstreit ein.
Im Januar 1880 diskutierte der Bayerische Landtag zwei Tage lang das Thema. Hierbei ging es um die Frage, wie weit der Staat mit dem Druckmittel der finanziellen Förderung Einfluss auf die Münchner Künstlergenossenschaft nehmen könnte, die für die Auswahl der Kunstwerke bei der Internationalen Kunstausstellung im Münchener Glaspalast verantwortlich war; sie sollte nach Meinung einiger Diskutanten die religiösen Gefühle der bayerischen Bevölkerung respektieren. Der Abgeordnete Balthasar von Daller führte aus, „dass jeder positiv gläubige Christ sich durch dieses blasphemische Bild auf’s Tiefste beleidigt fühlen mußte.“
Georg Hermann schrieb 1903 rückblickend in der Kulturzeitschrift Ost und West über Liebermanns Interpretation der neutestamentlichen Erzählung:

„Er vermenschlicht den Vorgang vollkommen, nimmt moderne Juden von etwas russischem Typ, Riesengestalten mit erstaunten Gesichtern und dagegen einen kleinen, mit den Händen gestikulierenden Knaben; ein Uhde, aber besser, ohne Absicht und Pose, ein Meisterwerk. Das Bild im Glaspalast brachte eine Revolution hervor; man ging bis an den Prinzregenten, es solle entfernt werden; in Liebermann wurde damit eine Quelle verschüttet…“

 Denn Liebermann mied danach religiöse Themen und entwickelte sich zu Hermanns Bedauern nicht zum Bibelmaler. Er schrieb 1911 an Alfred Lichtwark, dass er sich infolge der „eckelhaftesten Zeitungsfehden“ entschlossen habe, keine biblischen Sujets mehr zu malen. Das Bild habe Stoecker antisemitisch radikalisiert, „was meine Glaubensgenossen mich schwer büßen ließen, indem es wohl 15 Jahre dauerte bis sie wieder meine Bilder kauften.“ Liebermann erwähnte, dass der Zwölfjährige Jesus im Tempel ihm nicht nur in Münchener Künstlerkreisen Anerkennung brachte. Er sei Edgar Degas nur einmal begegnet; dieser empfing ihn „mit Worten des höchsten Lobes über den Jesus u[nd] sagte, durch die Zeichnung wäre er angeregt worden, überall nach meinen Arbeiten zu spähn!“

## Provenienz
In Richard Muthers Geschichte der Malerei im XIX. Jahrhundert, Band 3 (München 1894, siehe oben) gibt es eine Fotografie des ursprünglichen Liebermann-Gemäldes Der zwölfjährige Jesus im Tempel, als dessen Besitzer Fritz von Uhde im Abbildungsverzeichnis genannt wird. Uhde erhielt allerdings das bereits überarbeitete Gemälde von Liebermann im Tausch gegen das von Uhde gemalte Bild Der Leierkastenmann kommt. Dieser Bildertausch lässt sich ungefähr auf Ende 1883 / Anfang 1884 datieren. 1907 war das überarbeitete Gemälde dann noch einmal bei einer Ausstellung der Berliner Secession in Deutschland öffentlich zu sehen, ohne dass es zu vergleichbaren Reaktionen des Publikums kam wie 1879. Es wurde 1911 aus Uhdes Nachlass von der Hamburger Kunsthalle erworben. Alfred Lichtwark veranlasste, dass Liebermanns Zwölfjähriger Jesus im Tempel zwischen Adolph von Menzels 1850 gemaltem Pastell desselben Themas und Menzels Porträt seiner Schwester gehängt wurde, wodurch „eine Art Kapelle“ entstand.
1936 entfernte die Kunsthalle Liebermanns Bilder aus der Schausammlung, 1941 wurden die meisten Gemälde Liebermanns verkauft, so auch Der zwölfjährige Jesus im Tempel. Im März 1941 war es im Bestand des Kunsthändlers Hildebrand Gurlitt, ab Mai in der Hamburger Privatsammlung Dr. Georg Glaubitz. Als Leihgabe aus Privatbesitz war es ab 1979 wieder in der Kunsthalle zu sehen. 1989 erwarb es die Hamburger Kunsthalle mit Unterstützung der Campe’schen Historischen Kunststiftung und der Kulturstiftung der Länder zurück. Es hat die Inventarnummer HK-5424 und befindet sich in der Sammlung 19. Jahrhundert.